# 矢樹純
矢樹 純（やぎ じゅん、1976年12月4日 -）は、日本の漫画原作者、小説家。青森県青森市出身、弘前大学人文学科卒業。作家のエージェント会社 株式会社アップルシード・エージェンシー契約作家。

## 人物
- 妹の漫画家・加藤缶（加藤山羊）とコンビを組み、当初は「加藤山羊」を共有名義として活動していた。
- 既婚。2024年時点で大学生の長男と長女、高校生の次女がいる。
- 2014年から子供と一緒に柔道を始め、2016年に初段、2019年に弐段となる。コンビを組む妹の加藤も高校時代柔道部に所属し、インターハイに出場している。

## 経歴
- 2002年、『ビッグコミックスピリッツ増刊号』（小学館）にてギャグ漫画「合コン地獄変」でデビュー。その後、ストーリー漫画に転向。
- 2007年より『ビッグコミックスピリッツ増刊号』（小学館）にてサスペンス漫画『イノセントブローカー』連載開始。
- 2009年より『モバMAN』（小学館）にてホラー漫画『女囚霊』連載開始。
- 2011年より『ビッグコミックオリジナル増刊号』（小学館）にて婚活ミステリー漫画『あいの結婚相談所』連載開始。
- 2011年10月、宝島社主催の第10回『このミステリーがすごい!』大賞に応募し、受賞には至らなかったものの応募作の長編ミステリー『Sのための覚え書き かごめ荘連続殺人事件』が隠し玉（編集部推薦）[2]として2012年8月に出版される。
- 2013年3月、『月刊少年チャンピオン』（秋田書店）にてホラー漫画『禁忌』連載開始。
- 2013年12月、ビッグコミックオリジナル1月増刊号掲載の『あいの結婚相談所』第18話より、これまでの合同ペンネームから「作画：加藤山羊／原作：矢樹純」とクレジットを変更。これ以降、加藤缶の筆名は加藤山羊となる。
- 2015年8月、『Sのための覚え書き かごめ荘連続殺人事件』の桜木シリーズの続編となる長編ミステリー『がらくた少女と人喰い煙突』をKindleストアにて発売（※2017年4月に同作の書籍化が決定したため[3]、現在は出版停止）
- 2015年11月、ホラー短編集『或る集落の●（まる）』をKindleストアにて発売（※書籍化にともない現在は出版停止）
- 2016年7月、ミステリー短編集『かけがえのないあなた』Kindleストアにて発売（※収録作の一部書籍化のため現在は出版停止）
- 2017年3月、無料漫画配信サービスGANMA!にてホラー漫画『忌鬼（いみりおに）』連載開始。
- 2017年7月-9月、テレビ朝日「金曜ナイトドラマ」にて『あいの結婚相談所』（主演：山崎育三郎）が放送[4]。
- 2017年10月、『週刊ヤングマガジン』（講談社）にて闇医者サスペンス漫画『バカレイドッグス』連載開始。
- 2018年12月、『月刊ミステリーボニータ』（秋田書店）にてサスペンスホラー漫画『傀儡の檻 インダクション・ゲーム』連載開始。
- 2019年6月、コミックDAYS（講談社）にて『バカレイドッグス Loser』連載開始。2018年に連載終了した『バカレイドッグス』が電子書店で人気となったため、異例の復活連載となった。
- 2019年9月、GANMA!にてホラー漫画『怪談ルゥプ』連載開始。
- 2020年7月、ミステリー短編集『夫の骨』（祥伝社文庫）表題作「夫の骨」が第73回日本推理作家協会賞短編部門受賞。
- 2021年1月、『ジャーロ』（光文社）にて連作短編ミステリー『Mother Murder マザー・マーダー』連載開始。
- 2021年12月、『小説推理』（双葉社）にて連作短編ミステリー『不知火判事の比類なき被告人質問』連載開始。
- 2022年9月、『WEB asta*』（ポプラ社）にて長編ミステリー『幸せの国殺人事件』連載開始。
- 2022年10月、『マザー・マーダー』（光文社）が第5回書評家細谷正充賞受賞。
- 2023年9月、ホラー漫画『女囚霊 塀の中の殺戮ゲーム』（小学館）を原作とした映画『女囚霊』（監督：鳴瀬聖人、主演：夏子）公開。
- 2023年10月、『メフィスト』（講談社）にて長編ホラーミステリー『撮ってはいけない家』連載開始。
- 2024年3月、『小説幻冬』（幻冬舎）にてクライムミステリー「彼女たちの牙と舌」連載開始。
- 2024年10月、『オール讀物』（文藝春秋）にて警察小説「刑事総務課は眠らない」連載開始。

## 作品リスト

### 漫画
- イノセントブローカー（2006年 - 2008年、『ビッグコミックスピリッツCasual』、全1巻、小学館）【加藤山羊名義】
- 女囚霊 塀の中の殺戮ゲーム（2010年、全1巻、小学館）【加藤山羊名義】
- あいの結婚相談所（2010年6月 - 2016年、『ビッグコミックオリジナル増刊号』、原作担当、漫画：加藤山羊、全4巻、小学館）
- 禁忌 絶対にやってはいけない13のこと（2014年3月、全1巻、秋田書店）
- 忌鬼（2017年3月 - 2017年11月 、原作担当、漫画：加藤山羊、全2巻、GANMA!）
- イミガタリ―忌み語り―（2017年4月、まんが王国、原作担当、漫画：加藤山羊）
- バカレイドッグス（2017年10月 - 2018年5月、『週刊ヤングマガジン』、原作担当、漫画：青木優、全3巻、講談社）
- リモート・パラサイト 顔のない鬼が僕を喰らう（2018年12月 - 2019年12月『月刊ミステリーボニータ』、原作担当、漫画：加藤山羊、上下巻、秋田書店）
- バカレイドッグス Loser（2019年6月 - 2020年12月 コミックDAYS、原作担当、漫画：青木優、全5巻、講談社）
- 怪談ルゥプ（2019年9月 - 2021年9月、原作担当、漫画：加藤綱未、全6巻、GANMA!）
- やぎのふしぎ 加藤山羊×矢樹純 初期短編集（2021年10月、ナンバーナイン、原作担当、漫画：加藤山羊）

### 小説
- Sのための覚え書き かごめ荘連続殺人事件（2012年8月 宝島社文庫）
- がらくた少女と人喰い煙突（2015年8月 個人出版〈Kindleストア〉[注 1] / 2017年9月 河出文庫）
- 或る集落の●（2015年11月 個人出版〈Kindleストア〉[注 1] / 2025年7月 講談社）
  - 収録作品：べらの社 / うず山の猿 / がんべの兄弟 / まるの童子 / 密室の獣（講談社版） / 天神がえり（講談社版） / 拡散にいたる病（講談社版）
- かけがえのないあなた（2016年7月 個人出版〈Kindleストア〉[注 1]）
  - 収録作品：鼠の家 / ひずんだ鏡 / 柔らかな背 / 裏山 / 朽ちない花 / 虚ろの檻 / 嘘つきと犬 / 三年目の帰還
- 夫の骨（2019年4月 祥伝社文庫）
  - 収録作品：夫の骨 / 朽ちない花 / 柔らかな背 / ひずんだ鏡 / 絵馬の赦し / 虚ろの檻 / 鼠の家 / ダムの底 / かけがえのないあなた
- 妻は忘れない（2020年11月 新潮文庫）
  - 収録作品：妻は忘れない / 無垢なる手 / 裂けた繭/ 百舌鳥の家 / 戻り梅雨
- マザー・マーダー（2021年12月 光文社 / 2025年1月 光文社文庫）
  - 収録作品：永い祈り/ 忘れられた果実 / 崖っぷちの涙/ シーザーと殺意 / Mother Murder
- 残星を抱く（2022年7月 祥伝社）
- 不知火判事の比類なき被告人質問（2022年10月 双葉社）
  - 収録作品：二人分の殺意 / 生きている理由 / 燃えさしの花弁 / 沈黙と欺瞞 / 書けなかった名前
- 幸せの国殺人事件（2023年9月 ポプラ社）
- 血腐れ（2024年10月 新潮文庫）
  - 収録作品：魂疫/ 血腐れ / 骨煤 / 爪穢し / 声失せ/ 影祓え
- 撮ってはいけない家（2024年11月 講談社）
- 彼女たちの牙と舌（2025年5月 幻冬舎）

### アンソロジー
※「」内が矢樹純の作品
- 5分で読める! ひと駅ストーリー 乗車編（2012年12月 宝島社文庫） 「通快バタフライエフェクト」
- もっとすごい! 10分間ミステリー（2013年5月 宝島社文庫） 「ずっと、欲しかった女の子」
- 5分で凍る! ぞっとする怖い話（2015年5月 宝島社文庫） 「ずっと、欲しかった女の子」（再録）
- 現代の小説2022 短篇ベストコレクション 日本文藝家協会・編（2022年8月 小学館文庫）「魂疫」
- ミステリーアンソロジー 大逆転（2023年2月 朝日文庫）「裂けた繭」
- 本格王2023（2023年6月 講談社文庫）「血腐れ」
- 偽りの家 家族ミステリアンソロジー（2024年９月 角川文庫）「裂けた繭」
- Jミステリー2024 FALL（2024年10月 光文社文庫）「Black Beady Eyes 黒きつぶらな君の瞳」

## 『ほねがらみ』と自著との類似点の指摘
芦花公園著『ほねがらみ』に、Kindleで個人出版した自著『或る集落の●』収録の短編「べらの社」との類似点が多数あるとして、幻冬舎担当編集者と作者に説明を求めた。それに対して作者は、「べらの社」を過去に読んでいたことを認め、元ネタは別にあるとしながらも、似てしまったことについて謝罪した。しかし、矢樹が求めていた幻冬舎もしくは作者からの事実の公表は行われず、著者本人の意向という説明のみで電子書籍版の修正を行った。